# Primus (band)
Primus is een Amerikaanse eclectische-rockband die in 1984 werd opgericht in El Sobrante, Californië. De kernbezetting van de groep bestaat uit zanger en bassist Les Claypool, gitarist Larry "Ler" LaLonde en drummer John Hoffman.
De muziek van Primus is zowel door de metal als funk beïnvloed. Bij het grote publiek is de band, weliswaar anoniem, vooral bekend van de titelmuziek van de tekenfilmserie South Park.

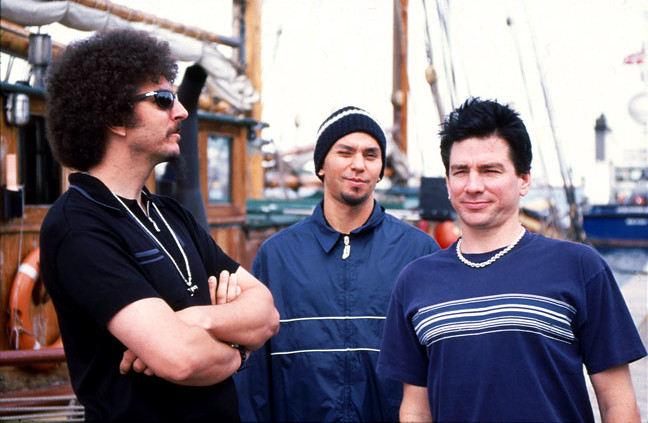
Primus in Kopenhagen in 1998

## Bandleden

### Huidige leden
- Les Claypool: bas, zang
- Larry "Ler" LaLonde: gitaar
- John Hoffman: drums

### Voormalige leden
- Tim "Herb" Alexander: drums
- Brian Mantia: drums
- Todd Huth: gitaar
- Jay Lane: drums

## Discografie

### Albums
| Album met eventuele hitnotering(en) in de Nederlandse Album Top 100 | Datum van verschijnen | Datum van binnenkomst | Hoogste positie | Aantal weken | Opmerkingen   |
| ------------------------------------------------------------------- | --------------------- | --------------------- | --------------- | ------------ | ------------- |
| Suck on This                                                        | 1990                  | -                     |                 |              |               |
| Frizzle Fry                                                         | 1990                  | -                     |                 |              |               |
| Sailing the Seas of Cheese                                          | 14-05-1991            | -                     |                 |              |               |
| Miscellaneous Debris                                                | 12-03-1992            | -                     |                 |              | ep            |
| Pork Soda                                                           | 20-04-1993            | 08-05-1993            | 46              | 6            |               |
| Tales from the Punchbowl                                            | 23-05-1995            | -                     |                 |              |               |
| Brown Album                                                         | 08-07-1997            | -                     |                 |              |               |
| Rhinoplasty                                                         | 11-08-1998            | -                     |                 |              | ep            |
| Antipop                                                             | 19-10-1999            | -                     |                 |              |               |
| Animals Should Not Try to Act Like People                           | 07-10-2003            | -                     |                 |              | ep            |
| They Can't All Be Zingers                                           | 17-10-2006            | -                     |                 |              | Verzamelalbum |
| June 2010 Rehearsal                                                 | 05-08-2010            | -                     |                 |              | ep            |
| Green Naugahyde                                                     | 09-09-2011            | 17-09-2011            | 62              | 2            |               |
| Primus and the Chocolate Factory with the Fungi Ensemble            | 21-10-2014            |                       |                 |              |               |
| The Desaturating Seven                                              | 2017                  |                       |                 |              |               |

| Album met hitnotering(en) in de Vlaamse Ultratop 200 albums | Datum van verschijnen | Datum van binnenkomst | Hoogste positie | Aantal weken | Opmerkingen |
| ----------------------------------------------------------- | --------------------- | --------------------- | --------------- | ------------ | ----------- |
| Green Naugahyde                                             | 2011                  | 01-10-2011            | 84              | 1            |             |

### Singles
| Single met eventuele hitnotering(en) in de Nederlandse Top 40 | Datum van verschijnen | Datum van binnenkomst | Hoogste positie | Aantal weken | Opmerkingen       |
| ------------------------------------------------------------- | --------------------- | --------------------- | --------------- | ------------ | ----------------- |
| John the Fisherman                                            | 1990                  | -                     |                 |              |                   |
| Too Many Puppies                                              | 1990                  | -                     |                 |              |                   |
| Mr. Knowitall                                                 | 1990                  | -                     |                 |              |                   |
| Jerry Was a Race Car Driver                                   | 1991                  | -                     |                 |              |                   |
| Tommy the Cat                                                 | 1991                  | -                     |                 |              |                   |
| Those Damned Blue Collar Tweekers                             | 1992                  | -                     |                 |              |                   |
| Making Plans for Nigel                                        | 1992                  | -                     |                 |              |                   |
| My Name Is Mud                                                | 1993                  | -                     |                 |              |                   |
| DMV                                                           | 1993                  | -                     |                 |              |                   |
| Mr. Krinkle                                                   | 1993                  | -                     |                 |              |                   |
| Wynona's Big Brown Beaver                                     | 1995                  | -                     |                 |              |                   |
| Mrs. Blaileen                                                 | 1995                  | -                     |                 |              |                   |
| Southbound Pachyderm                                          | 1995                  | -                     |                 |              |                   |
| Shake Hands with Beef                                         | 1997                  | -                     |                 |              |                   |
| Over the Falls                                                | 1997                  | -                     |                 |              |                   |
| Lacquer Head                                                  | 1999                  | -                     |                 |              |                   |
| N.I.B.                                                        | 2000                  | -                     |                 |              | met Ozzy Osbourne |
| Tragedy's a' Comin'                                           | 2011                  | -                     |                 |              |                   |